# Municipio de Cranberry (condado de Butler)
El municipio de Cranberry (en inglés: Cranberry Township) es un municipio ubicado en el condado de Butler en el estado estadounidense de Pensilvania. En el año 2000 tenía una población de 23.625 habitantes y una densidad poblacional de 400.2 personas por km².

## Geografía
El municipio de Cranberry se encuentra ubicado en las coordenadas 40°41′51″N 80°06′50″O / 40.69750, -80.11389.

## Demografía
Según la Oficina del Censo en 2000 los ingresos medios por hogar en la localidad eran de $66,588 y los ingresos medios por familia eran $74,113. Los hombres tenían unos ingresos medios de $52,675 frente a los $33,155 para las mujeres. La renta per cápita para la localidad era de $27,349. Alrededor del 2,1% de la población estaban por debajo del umbral de pobreza.